# Communauté de communes de Sèves et Taute
La communauté de communes Sèves-Taute est une ancienne communauté de communes française, située dans le département de la Manche et la région Normandie.

## Historique
La communauté de communes Sèves-Taute est créée le 29 décembre 1995. Elle se composait à l'origine de onze communes auxquelles est ajoutée la commune d'Auxais en 1996. Le 1er janvier 2017, elle fusionne avec la communauté de communes du canton de Lessay et la communauté de communes de La Haye-du-Puits pour former la communauté de communes Côte Ouest Centre Manche.

## Composition
Elle était composée de douze communes (onze du canton de Périers et Le Plessis-Lastelle, qui appartient au canton de Créances) :
| Nom                      | Code Insee | Gentilé         | Superficie (km2) | Population (dernière pop. légale) | Densité (hab./km2) |
| ------------------------ | ---------- | --------------- | ---------------- | --------------------------------- | ------------------ |
| Périers (siège)          | 50394      | Prisiais        | 14,62            | 2 365 (2014)                      | 162                |
| Auxais                   | 50024      | Auxerons        | 7,76             | 172 (2014)                        | 22                 |
| Feugères                 | 50181      | Feugériais      | 8,31             | 347 (2014)                        | 42                 |
| Gonfreville              | 50208      | Gonfrevillais   | 9,04             | 152 (2014)                        | 17                 |
| Gorges                   | 50210      | Gorgion         | 22,67            | 346 (2014)                        | 15                 |
| Marchésieux              | 50289      | Marchuais       | 19,89            | 728 (2014)                        | 37                 |
| Nay                      | 50368      | Nayons          | 2,51             | 74 (2014)                         | 29                 |
| Le Plessis-Lastelle      | 50405      | Plessirions     | 14,99            | 247 (2014)                        | 16                 |
| Raids                    | 50422      | Raitons         | 6,80             | 177 (2014)                        | 26                 |
| Saint-Germain-sur-Sèves  | 50482      | Saint-Germinots | 8,19             | 209 (2014)                        | 26                 |
| Saint-Martin-d'Aubigny   | 50510      | Aubignais       | 15,16            | 592 (2014)                        | 39                 |
| Saint-Sébastien-de-Raids | 50552      | Sebastiénots    | 5,27             | 347 (2014)                        | 66                 |

## Administration
| Période                                  | Période       | Identité          | Étiquette | Qualité                          |
| ---------------------------------------- | ------------- | ----------------- | --------- | -------------------------------- |
| janvier 1996                             | octobre 2000  | Didier Lecerf     | DVD       | Maire de Périers                 |
| octobre 2000                             | avril 2001    | Marie-Hélène Lamy |           | Adjointe au maire de Périers     |
| avril 2001                               | décembre 2016 | Anne Hébert       | DVD       | Adjointe au maire de Marchésieux |
| Les données manquantes sont à compléter. |               |                   |           |                                  |